# Mount Von Braun
Mount Von Braun ist ein 3275 m hoher Berg im ostantarktischen Viktorialand. In den Admiralitätsbergen ragt er 6 km südlich des Mount Sabine auf.
Der United States Geological Survey kartierte ihn anhand eigener Vermessungen und Luftaufnahmen der United States Navy aus den Jahren von 1960 bis 1963. Das Advisory Committee on Antarctic Names benannte ihn im Jahr 1970 nach dem deutsch-US-amerikanischen Raketeningenieur Wernher von Braun von der NASA, der zwischen 1966 und 1967 als Besucher auf der McMurdo-Station war.